# Sparwiesen

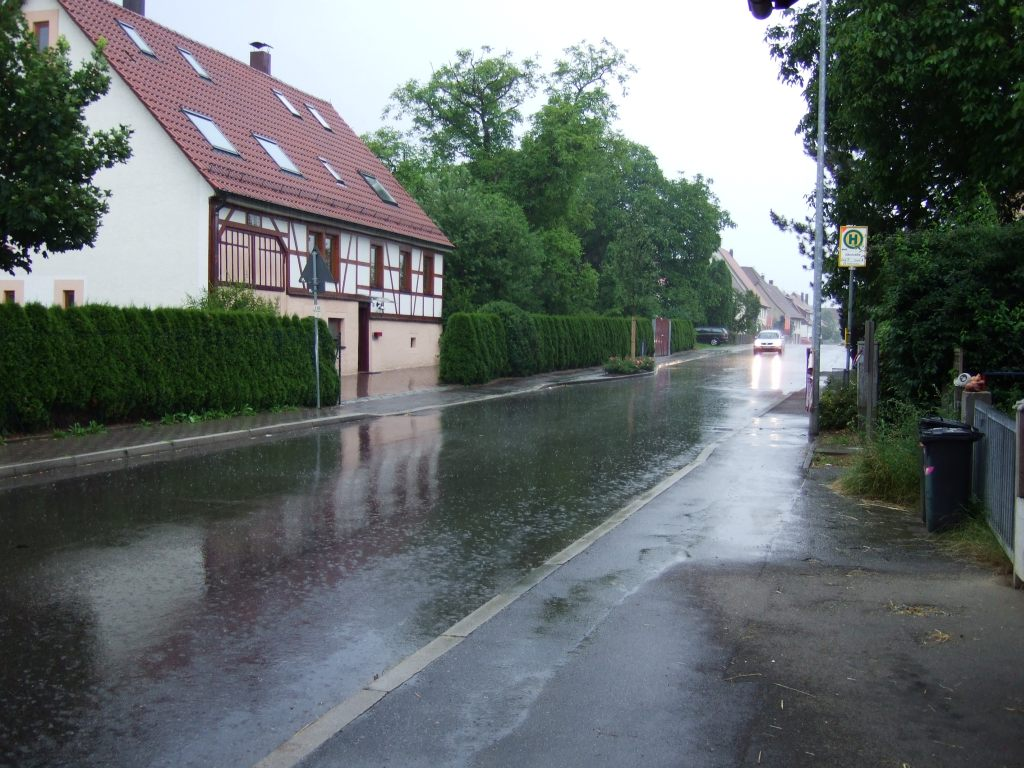
Sparwiesen – Albstraße

Sparwiesen ist ein Stadtteil von Uhingen in Baden-Württemberg und hat etwa 1600 Einwohner. Wahrzeichen des Dorfes sind das Bürgerhaus und der Marktplatz mit Brunnen. Am 15. März 1972 wurde Sparwiesen nach Uhingen eingemeindet.

## Name und Wappen
Seinen Namen hat Sparwiesen vom Sperling, volkstümlich Spatz, bekommen. Dieser heißt im Mittelhochdeutsch auch „Spar“.
Das Wappen der ehemals selbstständigen Gemeinde ist eine Sense auf rotem Grund, darunter befindet sich eine gelb-schwarz rautierte Fläche.

## Geschichte
Urkundlich wurde Sparwiesen erstmals im Jahr 1294 erwähnt. Schon im 14. Jahrhundert kam der Ort zusammen mit Uhingen von den Grafen von Aichelberg an Württemberg und wurde dem Amt in Göppingen unterstellt. Bei der Neugliederung des jungen Königreichs Württemberg am Anfang des 19. Jahrhunderts verblieb Sparwiesen beim Oberamt Göppingen. Im Zuge der Verwaltungsreform während der NS-Zeit in Württemberg gelangte Sparwiesen 1938 zum Landkreis Göppingen. Nach dem Ende des Zweiten Weltkrieges wurde der Ort Teil der Amerikanischen Besatzungszone und gehörte somit zum neu gegründeten Land Württemberg-Baden, das 1952 im jetzigen Bundesland Baden-Württemberg aufging.

## Ereignisse
Im Jahre 2002 wurde mit der Erweiterung der Grundschule begonnen, diese wurde in den 1960er Jahren gebaut.
Im selben Jahr wurde auch die Ortsdurchfahrt erneuert. Es wurden neue Rohre, Kabel sowie ein neuer Straßenbelag verbaut.
Am 26. April 2002 feierte die „neue Schule“ ihr 50-jähriges Bestehen, dieses wurde mit einem großen Festakt gefeiert.
Alle zwei Jahre findet das Kinderfest statt. Es beinhaltet einen Festumzug, einige Vorführungen auf dem dorfeigenen Fußballplatz und ein Festzelt mit Bewirtung.

## Einrichtungen
Es gibt eine katholische und eine protestantische Kirche, eine Metzgerei, einen Bäcker, eine Vereinsgaststätte, eine Verwaltungsstelle der Stadt Uhingen, eine Sporthalle, eine Freiwillige Feuerwehr, mehrere Vereine, einen Kindergarten und eine Grundschule.